# Équipe d'Angola féminine de volley-ball
L'équipe d'Angola féminine de volley-ball est composée des meilleures joueuses angolaises sélectionnées par la Fédération angolaise de volley-ball. Elle est actuellement classée au 120e rang de la Fédération internationale de volley-ball au 11 juillet 2022.

## Palmarès et parcours

### Championnat d'Afrique de volley-ball féminin
- 1997 :

### Parcours

#### Championnat du monde de volley-ball féminin
| - 1952 : Non participant - 1956 : Non participant - 1960 : Non qualifié - 1962 : Non qualifié - 1967 : Non qualifié - 1970 : Non qualifié - 1974 : Non qualifié - 1978 : Non qualifié | - 1982 : Non qualifié - 1986 : Non qualifié - 1990 : Non qualifié - 1994 : Non qualifié - 1998 : Non qualifié - 2002 : Non qualifié - 2006 : Non qualifié - 2010 : Non qualifié |

#### Jeux olympiques
- 1964 : non qualifiée
- 1968 : non qualifiée
- 1972 : non qualifiée
- 1976 : non qualifiée
- 1980 : non qualifiée
- 1984 : non qualifiée
- 1988 : non qualifiée
- 1992 : non qualifiée
- 1996 : non qualifiée
- 2000 : non qualifiée
- 2004 : non qualifiée
- 2008 : non qualifiée
- 2012 :

#### Coupe du monde
| - 1973 : Non qualifié - 1977 : Non qualifié - 1981 : Non qualifié - 1985 : Non qualifié - 1989 : Non qualifié - 1991 : Non qualifié | - 1995 : Non qualifié - 1999 : Non qualifié - 2003 : Non qualifié - 2007 : Non qualifié |

#### World Grand Champions Cup
- 1993 : Non qualifié
- 1997 : Non qualifié
- 2001 : Non qualifié
- 2005 : Non qualifié
- 2009 : Non qualifié
- 2013 :

#### Championnat d'Afrique de volley-ball féminin
| - 1976 : Non qualifié - 1985 : Non qualifié - 1987 : Non qualifié - 1991 : Non qualifié - 1993 : Non qualifié - 1995 : 3e - 1997 : 4e | - 1999 : Non qualifié - 2001 : Non qualifié - 2003 : Non qualifié - 2005 : Non qualifié - 2007 : Non qualifié - 2009 : Non qualifié |